# Vatteville-la-Rue
Vatteville-la-Rue è un comune francese di 1 063 abitanti situato nel dipartimento della Senna Marittima nella regione della Normandia.

## Società

### Evoluzione demografica
Abitanti censiti